# 图里什特万迪
图里什特万迪，是匈牙利索博尔奇-索特马尔-贝拉格州所辖的一个村。总面积15.22平方公里，总人口703，人口密度46.2人/平方公里（2011年1月1日）。